# Singapore op de Olympische Zomerspelen 1956
Singapore nam deel aan de Olympische Zomerspelen 1956 in Melbourne, Australië. Opnieuw werd geen enkele medaille gewonnen.

## Deelnemers en resultaten
(m) = mannen, (v) = vrouwen 

### Atletiek
| Olympiër        | Discipline             | Resultaat | Prestatie                         |
| --------------- | ---------------------- | --------- | --------------------------------- |
| Tan Eng Yoon    | 100m (m)               | 60e       | serie 9: 4de in 11,63             |
| Kesevan Soon    | 100m (m)               | 48e       | serie 4: 4de in 11,35             |
| Kesevan Soon    | 200m (m)               | 57e       | serie 8: 5de in 23,33             |
| Tan Eng Yoon    | hink-stap-springen (m) | DNF       | kwalificatie: geen geldige poging |
|                 |                        |           |                                   |
| Janet Jesudason | 100m (v)               | 33e       | serie 1: 5de in 13,2              |
| Mary Klass      | 100m (v)               | 31e       | serie 2: 7de in 12,6              |
| Mary Klass      | 200m (v)               | 25e       | serie 1: 4de in 26,3              |

## Basketbal
| Olympiër | Discipline | Resultaat | Prestatie |
| --- | ---------- | --------- | --- |
| Sy Kee Chao Ko Tai Chuen Chen Sho Fa Ong Kiat Guan Yeo Gek Huat Henderson Jerome Yee Tit Kwan Lee Chak Men Wong Kim Poh Wee Tian Siak Ho Lien Siew | mannen     | 13e       | groep B: 4de V van Frankrijk: 54-81 V van Canada: 58-85 V van Sovjet-Unie: 42-91 9-15de plek: 3de V van Taiwan: 64-67 W van Thailand: 62-50 V van Australië: 74-98 13-14de plek: V van Zuid-Korea: 79-92 |

| 1ste ronde Groep B |             |             |             |             |            |            |            |        |
| #                  | Land        | Wedstrijden | Wedstrijden | Wedstrijden | Doelpunten | Doelpunten | Doelpunten | Punten |
| #                  | Land        | G           | W           | V           | V          | T          | Saldo      | Punten |
| 1                  | Frankrijk   | 3           | 3           | 0           | 236        | 183        | +53        | 6      |
| 2                  | Sovjet-Unie | 3           | 2           | 1           | 255        | 177        | +78        | 5      |
| 3                  | Canada      | 3           | 1           | 2           | 206        | 234        | -28        | 4      |
| 4                  | Singapore   | 3           | 0           | 3           | 154        | 257        | -103       | 3      |

| Ronde      | Plaats      | Land  | Score     | Land |
| ---------- | ----------- | ----- | --------- | ---- |
| Groepsfase |             |       |           |      |
| Melbourne  | Singapore   | 54-81 | Frankrijk |      |
| Melbourne  | Canada      | 85-58 | Singapore |      |
| Melbourne  | Sovjet-Unie | 91-42 | Singapore |      |

| 9-15de plek groep 1 |           |             |             |             |            |            |            |        |
| #                   | Land      | Wedstrijden | Wedstrijden | Wedstrijden | Doelpunten | Doelpunten | Doelpunten | Punten |
| #                   | Land      | G           | W           | V           | V          | T          | Saldo      | Punten |
| 1                   | Taiwan    | 3           | 3           | 0           | 218        | 189        | +29        | 6      |
| 2                   | Australië | 3           | 2           | 1           | 258        | 208        | +50        | 5      |
| 3                   | Singapore | 3           | 1           | 2           | 200        | 215        | -15        | 4      |
| 4                   | Thailand  | 3           | 0           | 3           | 150        | 214        | -64        | 3      |

| Ronde        | Plaats     | Land  | Score     | Land |
| ------------ | ---------- | ----- | --------- | ---- |
| Groepsfase   |            |       |           |      |
| Melbourne    | Singapore  | 64-67 | Taiwan    |      |
| Melbourne    | Thailand   | 50-62 | Singapore |      |
| Melbourne    | Australië  | 98-74 | Singapore |      |
| 13-14de plek |            |       |           |      |
| Melbourne    | Zuid-Korea | 79-92 | Singapore |      |

## Gewichtheffen
| Olympiër       | Discipline  | Resultaat | Prestatie                                                                            |
| -------------- | ----------- | --------- | ------------------------------------------------------------------------------------ |
| Tan Ser Cher   | -60kg (m)   | 7e        | duwen: 9de met 92,5kg trekken: 11de met 92,5kg stoten: 2de met 130kg totaal: 315kg   |
| Tan Howe Liang | -67,5kg (m) | 9e        | duwen: 9de met 107,5kg trekken: 11de met 100kg stoten: 5de met 142,5kg totaal: 350kg |
| Wong Kay Poh   | -75kg (m)   | 9e        | duwen: 9de met 107,5kg trekken: 6de met 112,5kg stoten: 6de met 145kg totaal: 365kg  |

## Hockey
| Olympiër | Discipline | Resultaat | Prestatie |
| --- | ---------- | --------- | --- |
| Burdette Mathew Coutts Edwin Jeyaceilan Doraisamy Fred Fernandez Ajit Singh Gill Abdullah Hamid William Douglas Hay S. Jeyathurai Osbert John de Rozario Rudolf William Mosbergen Percy Milton Pennefather Edward Nobel Pillai Roland Schoon Roy Sharma Devadas Vellupillai Sinnadurai Vellupillai Arumugam Vijiaratnam Michael George Wright Chai Hon Yam | mannen     | 8e        | groep A: 2de W van Verenigde Staten: 6-1 W van Afghanistan: 5-0 V van India: 0-6 5-8ste plek: V van Nieuw-Zeeland: 0-13 V van België: 0-5 V van Australië: 0-5 |

| Groep A |                  |             |             |             |             |            |            |            |        |
| #       | Land             | Wedstrijden | Wedstrijden | Wedstrijden | Wedstrijden | Doelpunten | Doelpunten | Doelpunten | Punten |
| #       | Land             | G           | W           | G           | V           | V          | T          | Saldo      | Punten |
| 1       | India            | 3           | 3           | 0           | 0           | 36         | 0          | +36        | 6      |
| 2       | Singapore        | 3           | 2           | 0           | 1           | 11         | 7          | +4         | 4      |
| 3       | Afghanistan      | 3           | 1           | 0           | 2           | 5          | 20         | -15        | 2      |
| 4       | Verenigde Staten | 3           | 0           | 0           | 3           | 2          | 27         | -25        | 0'     |

| Ronde       | Datum     | Plaats      | Land | Score            | Land |
| ----------- | --------- | ----------- | ---- | ---------------- | ---- |
| Groepsfase  |           |             |      |                  |      |
| 26 november | Melbourne | Singapore   | 6-1  | Verenigde Staten |      |
| 28 november | Melbourne | Afghanistan | 0-5  | Singapore        |      |
| 30 november | Melbourne | Singapore   | 0-6  | India            |      |

| 5-8ste plek |               |             |             |             |             |            |            |            |        |
| #           | Land          | Wedstrijden | Wedstrijden | Wedstrijden | Wedstrijden | Doelpunten | Doelpunten | Doelpunten | Punten |
| #           | Land          | G           | W           | G           | V           | V          | T          | Saldo      | Punten |
| 1           | Australië     | 3           | 2           | 1           | 0           | 8          | 2          | +6         | 5      |
| 2           | Nieuw-Zeeland | 3           | 2           | 0           | 1           | 16         | 3          | +13        | 4      |
| 3           | België        | 3           | 1           | 1           | 1           | 9          | 5          | -4         | 3      |
| 4           | Singapore     | 3           | 0           | 0           | 3           | 0          | 23         | -23        | 0      |

| Datum      | Ronde     | Plaats        | Land | Score     | Land |
| ---------- | --------- | ------------- | ---- | --------- | ---- |
| Groepsfase |           |               |      |           |      |
| 3 december | Melbourne | Nieuw-Zeeland | 13-0 | Singapore |      |
| 3 december | Melbourne | België        | 5-0  | Singapore |      |
| 3 december | Melbourne | Australië     | 5-0  | Singapore |      |

## Waterpolo
| Olympiër | Discipline | Resultaat | Prestatie |
| --- | ---------- | --------- | --- |
| Tan Eng Bock Yeo Oon Tat Eric Oh Chwee Hock Thio Gim Hock Lim Ting Kiang David Tan Eng Liang Chee Lionel Lim Teck Pan Gan Eng Teck Alexander Wolters Wiebe Wolters | mannen     | 10e       | groep C: 3de V van Duitsland: 1-5 V van Italië: 1-7 groep 7-10de plek: 4de V van Groot-Brittannië: 5-11 V van Roemenië: 1-5 V van Australië: 2-3 |

| Groep C |           |             |             |             |             |        |        |        |        |
| #       | Land      | Wedstrijden | Wedstrijden | Wedstrijden | Wedstrijden | Punten | Punten | Punten | Punten |
| #       | Land      | G           | W           | G           | V           | V      | T      | Saldo  | Punten |
| 1       | Italië    | 2           | 2           | 0           | 0           | 11     | 3      | +8     | 4      |
| 2       | Duitsland | 2           | 1           | 0           | 1           | 7      | 5      | +2     | 2      |
| 3       | Singapore | 2           | 0           | 0           | 2           | 2      | 12     | -10    | 0      |

| Ronde       | Datum     | Plaats    | Land | Score     | Land |
| ----------- | --------- | --------- | ---- | --------- | ---- |
| Groepsfase  |           |           |      |           |      |
| 28 november | Melbourne | Duitsland | 5-1  | Singapore |      |
| 29 november | Melbourne | Italië    | 7-1  | Singapore |      |

| Groep 7-10de plek |                  |             |             |             |             |        |        |        |        |
| #                 | Land             | Wedstrijden | Wedstrijden | Wedstrijden | Wedstrijden | Punten | Punten | Punten | Punten |
| #                 | Land             | G           | W           | G           | V           | V      | T      | Saldo  | Punten |
| 1                 | Groot-Brittannië | 3           | 3           | 0           | 0           | 21     | 9      | +12    | 6      |
| 2                 | Roemenië         | 3           | 2           | 0           | 1           | 21     | 8      | +13    | 4      |
| 3                 | Australië        | 3           | 1           | 0           | 2           | 7      | 11     | -4     | 2      |
| 4                 | Singapore        | 3           | 0           | 0           | 3           | 8      | 29     | -21    | 0      |

| Ronde      | Plaats           | Land | Score     | Land |
| ---------- | ---------------- | ---- | --------- | ---- |
| Groepsfase |                  |      |           |      |
| Melbourne  | Groot-Brittannië | 11-5 | Singapore |      |
| Melbourne  | Roemenië         | 15-1 | Singapore |      |
| Melbourne  | Australië        | 3-2  | Singapore |      |

## Zeilen
| Olympiër                                            | Discipline    | Resultaat | Prestatie                           |
| --------------------------------------------------- | ------------- | --------- | ----------------------------------- |
| Jack Snowden                                        | finn          | 14e       | 2354 punten: (13-4-14-11-11-16-13)  |
| Kenneth Golding Ned Holiday Robert Ho Keith Johnson | draken klasse | 16e       | 926 punten: (14-14-13-DNF-15-14-15) |

Afghanistan · Argentinië · Australië · Bahama's · België · Bermuda · Birma · Brazilië · Brits-Guiana · Bulgarije · Cambodja* · Canada · Ceylon · Chili · Colombia · Cuba · Denemarken · Duits eenheidsteam · Egypte* · Ethiopië · Fiji · Filipijnen · Finland · Frankrijk · Griekenland · Groot-Brittannië · Hongarije · Hongkong · Ierland · IJsland · India · Indonesië · Iran · Israël · Italië · Jamaica · Japan · Joegoslavië · Kenia · Liberia · Luxemburg · Malakka · Mexico · Nederland* · Nieuw-Zeeland · Nigeria · Noord-Borneo · Noorwegen · Oeganda · Oostenrijk · Pakistan · Peru · Polen · Portugal · Puerto Rico · Roemenië · Singapore · Sovjet-Unie · Spanje* · Taiwan · Thailand · Trinidad en Tobago · Tsjecho-Slowakije · Turkije · Uruguay · Venezuela · Verenigde Staten · Vietnam · Zuid-Afrika · Zuid-Korea · Zweden · Zwitserland*

*alleen deelgenomen in Stockholm